# Zitlala, Hueytlalpan
Zitlala är en ort i Mexiko.   Den ligger i kommunen Hueytlalpan och delstaten Puebla, i den sydöstra delen av landet, 170 km öster om huvudstaden Mexico City. Zitlala ligger 737 meter över havet och antalet invånare är 694.
Terrängen runt Zitlala är huvudsakligen kuperad, men västerut är den bergig. Runt Zitlala är det ganska tätbefolkat, med 129 invånare per kvadratkilometer. Närmaste större samhälle är Hueytlalpan, 3,1 km väster om Zitlala. I omgivningarna runt Zitlala växer huvudsakligen savannskog.